# Iwan Dmitrijewitsch Gortschilin
Iwan Dmitrijewitsch Gortschilin (russisch Иван Дмитриевич Горчилин; * 4. November 1909 in Marino, Gouvernement Moskau, Russisches Kaiserreich; † 25. März 1972 in Moskau) war ein sowjetischer Kameramann und Kulturfunktionär.

## Biografie
Gortschilin stammte aus dem Ujesd Rusa und war der Sohn von Dmitri Iwanowitsch Gortschilin und Marija Iljinitschna Gortschilina. Sein Bruder Christofor (1918–1943) wurde später Sergeant in der Roten Armee und starb in einem Hospital nahe Leningrad an seinen Kriegsverletzungen. Der andere Bruder Nikolai ist 1942 an der Front verschollen.
Im Jahr 1925 beendete Gortschilin die Schule in seinem Heimatort und konnte danach auf Vermittlung des Komsomol, dem er seit 1923 angehörte, die Moskauer Kunstuniversität besuchen. Dort studierte er bis 1931. Zwischen 1926 und 1929 arbeitete Gortschilin parallel als Fotolaborant. Vom Mai bis November 1931 war er Kameraassistent im Meschrabpomstudio und absolvierte anschließend bis April 1933 den Militärdienst in Leningrad. Danach kehrte er an seine ehemalige Wirkungsstätte zurück und war dort bis Oktober 1944 als Kameramann tätig, u. a. für die ersten beiden Filme Alexander Rous. Neben Aktivitäten für den Komsomol wurde er im April 1939 Mitglied der KPdSU. In der Parteiorganisation am Filmstudio diente Gortschilin vom Juli 1941 bis Oktober 1944 und vom Januar 1946 bis Mai 1947 als Sekretär. In der Zwischenzeit bekleidete er den Kommissarsposten für den Filmverleih Sojusintorgkino in Teheran. Während des Deutsch-Sowjetischen Krieges befand sich Gortschilin zeitweise in der Evakuierung in Stalinabad, drehte aber auch an der Front und hatte dort den Rang eines Leutnants inne. Die Konferenz von Teheran wurde von ihm ebenfalls mit der Kamera begleitet.
Von Mai 1947 bis Februar 1950 war er stellvertretender Leiter des Sekretariats für Kinematographie des Ministerrates der UdSSR und danach stellvertretender Leiter der Personalabteilung des Ministeriums für Kinematographie der UdSSR. 1952 schloss Gortschilin das Studium des Marxismus-Leninismus beim Moskauer Stadtkomitee der KPdSU ab und war ab dem 9. Dezember des betreffenden Jahres beim Zentralstudio für Dokumentarfilme (ZSDF) beschäftigt.
Gortschilin gehörte zum Stab der Kameraleute, die Stalins Trauerzeremonie und Beisetzung filmten. 1956 zeichnete er zusammen mit Leonid Saizew auch die Trauerkundgebung Oleksandr Dowschenkos auf. Zu seinen weiteren Filmen gehört z. B. Асуан - надежда Египта (Asuan - nadeschda Egipta, 1961), ein Film über den Assuan-Staudamm, den er zusammen mit Wladimir Kopalin drehte. Ein Spätwerk stellt Автографы на льду (Awtografy na ldu, 1969) dar, in dem prominente Eiskunstläufer aus der DDR und der UdSSR zu sehen waren, darunter Gabriele Seyfert, Juri Owtschinnikow, Angelika und Erich Buck sowie Irina Rodnina. 1970 beendete er seine Arbeit beim ZSDF.
Gortschilin war mit Nadeschda Jewesejewna Gortschilina (* 1913) verheiratet. Beide hatten zwei Kinder, Jelena (* 1940) und Dmitri (* 1948), der in den 1960er Jahren als Kameraassistent beim ZSDF arbeitete. Dmitris Sohn Swjatoslaw wurde später Kameramann und Regisseur.

## Würdigungen
- 1944: Medaille „Für die Verteidigung Moskaus“
- 1946: Medaille „Für heldenmütige Arbeit im Großen Vaterländischen Krieg 1941–1945“
- 1950: Ehrenzeichen der Sowjetunion
- 1969: Titel Hervorragender Filmkünstler der UdSSR
- 1969: Ehrenurkunde des Filmkomitees beim Ministerrat der UdSSR und dem Zentralkomitee des Verbandes der Kulturschaffenden[1]